# 春秋館
春秋館，高丽王朝、朝鲜王朝的史館，掌管記時政。
春秋館在高丽國初稱史館。監修國史，侍中兼领；修國史、同修國史，二品以上兼领；脩撰官、翰林院三品以下兼领。忠烈王三十四年（1308年），忠宣王合并文翰署爲藝文春秋館。忠肅王十二年（1325年）分爲藝文春秋二館。恭愍王五年（1356年）復稱史館，恭愍王十一年（1362年）復稱春秋館。朝鮮王朝春秋館主管編纂实録，長官知事、次官同知事。下辖領事（正一品）、監事（正一品）、知事（正二品）、同知事（从二品）、修撰官（正三品）、編集官（从三品）、編集官（正四品）、編集官（从四品）、編集官（正五品）、記注官（从五品）、記注官（正六品）、記事官（从六品）、記事官（正七品）、記事官（从七品）、記事官（正八品）、記事官（从八品）、記事官（正九品）、記事官（从九品)。1894年，废除。